# Gat pescador
El gat pescador (Prionailurus viverrinus) és un fèlid de mida mitjana amb un àmbit de distribució fragmentari que s'estén des de l'est del Pakistan, a través de parts de l'Índia, el Nepal, Sri Lanka, Bangladesh i el sud-est asiàtic fins a Sumatra i Java. Com el seu parent més proper, el gat de Bengala (P. bengalensis), el gat pescador viu al marge de rius, rierols i aiguamolls de manglar. Hi ha dues subespècies i de vegades se'l classifica dins del gènere Felis. És un bon nedador adaptat a aquest tipus d'hàbitat. El seu estat de conservació es considera vulnerable d'acord amb la Llista vermella d'espècies amenaçades de la UICN, degut a la destrucció del seu hàbitat i la regressió important de la seva població en l'última dècada.

## Característiques
La seva pell té un color olivaci gris i taques fosques més o menys disposades a ratlles longitudinals. És de grandària mitjana, el doble que un gat domèstic, i és robust i musculós amb les potes de mitjanes a curtes.
Les seves mides varien força d'una part de la seva distribució a l'altra: mentre a l'Índia fa 80 cm i 30 cm de cua, a Indonèsia la seva mida és només de 65 cm i 25 cm. Els individus indis en general poden pesar fins 11,7 quilograms, mentre a Indonèsia el pes és d'uns 6 quilograms. Són rabassuts amb potes curtes. La cua és curta i musculosa mesurant aproximadament de la meitat a un terç de la longitud del cos.

## Hàbitat
El gat pescador viu en rius, rierols, manglars i pantans, on coincideix amb el seu parent més proper, el gat de Bengala, tot i que està millor adaptat a aquest hàbitat, ja que té més habilitat per nedar i depredar en el medi aquàtic

## Amenaces
El gat pescador es veu amenaçat per la destrucció dels aiguamolls, cada vegada més contaminats i convertits per a ús agrícola i assentaments humans. La conversió dels boscos de manglars en estanys d'aqüicultura comercial és una amenaça important a Andhra Pradesh, on la matança dirigida de gats pescadors també és freqüent quan hi ha conflictes de coexistència amb humans. La sobreexplotació de les poblacions de peixos locals i la mort per represàlies en comunitats pesqueres, que els consideren un competidor directe, també és una amenaça important. Al districte de Howrah, a Bengala Occidental, es van registrar 27 gats pescadors morts entre l'abril de 2010 i el maig de 2011. A Bangladesh, almenys 30 gats pescadors van ser assassinats per la població local en tres anys entre el gener de 2010 i el març de 2013. A més, en un estudi realitzat a Tailàndia, el 84% de tots els gats pescadors que van ser rastrejats mitjançant collars amb ràdio-transmissors van morir, sia per la caça furtiva o per causes desconegudes.
Pot ser que hagi estat extirpat de la costa de Kerala, a l'Índia.

## Alimentació
Com el seu nom indica, els peixos són les seves principals preses, dels quals caça unes 10 espècies diferents. També caça altres animals aquàtics, com granotes o crancs, i animals terrestres, com rosegadors i ocells.